# Noble Frankland
Anthony Noble Frankland (* 4. Juli 1922 in Westmorland; † 31. Oktober 2019) war ein britischer Historiker und 1960 bis 1982 Direktor des Imperial War Museum.
Frankland besuchte das Trinity College in Oxford 1941/42 und von Oktober 1945 bis November 1947.
In der Royal Air Force diente er 1941 bis 1945 als Navigator im RAF Bomber Command. Er wurde 1944 mit dem Distinguished Flying Cross ausgezeichnet und stieg zum  Flight Lieutenant auf.
Von 1948 bis 1951 arbeitete er in der Luftfahrthistorischen Abteilung des Luftfahrtministeriums. In Oxford wurde er zum Dr. phil. promoviert. Danach war er bis 1958  Offizieller Militärhistoriker im Cabinet Office. Mit Charles Webster schrieb er eine vierbändige offizielle Geschichte der strategischen Luftoffensive der RAF gegen Deutschland. Gegen ihre Interpretation als „teurer Mißerfolg“ protestierten pensionierte Fliegergeneräle.
Seit er ab 1960 das Imperial War Museum leitete, hat er es zu einer führenden Institution aufgebaut. 1963 war er eingeladen, die militärhistorischen Lees Knowles Lectures zur strategischen Luftoffensive am Trinity College in Cambridge zu halten. 1971–1974 war er für Thames Television historischer Berater zur Serie The World at War.
Er starb am 31. Oktober 2019 im Alter von 97 Jahren.